# Dale Campbell-Savours, Baron Campbell-Savours

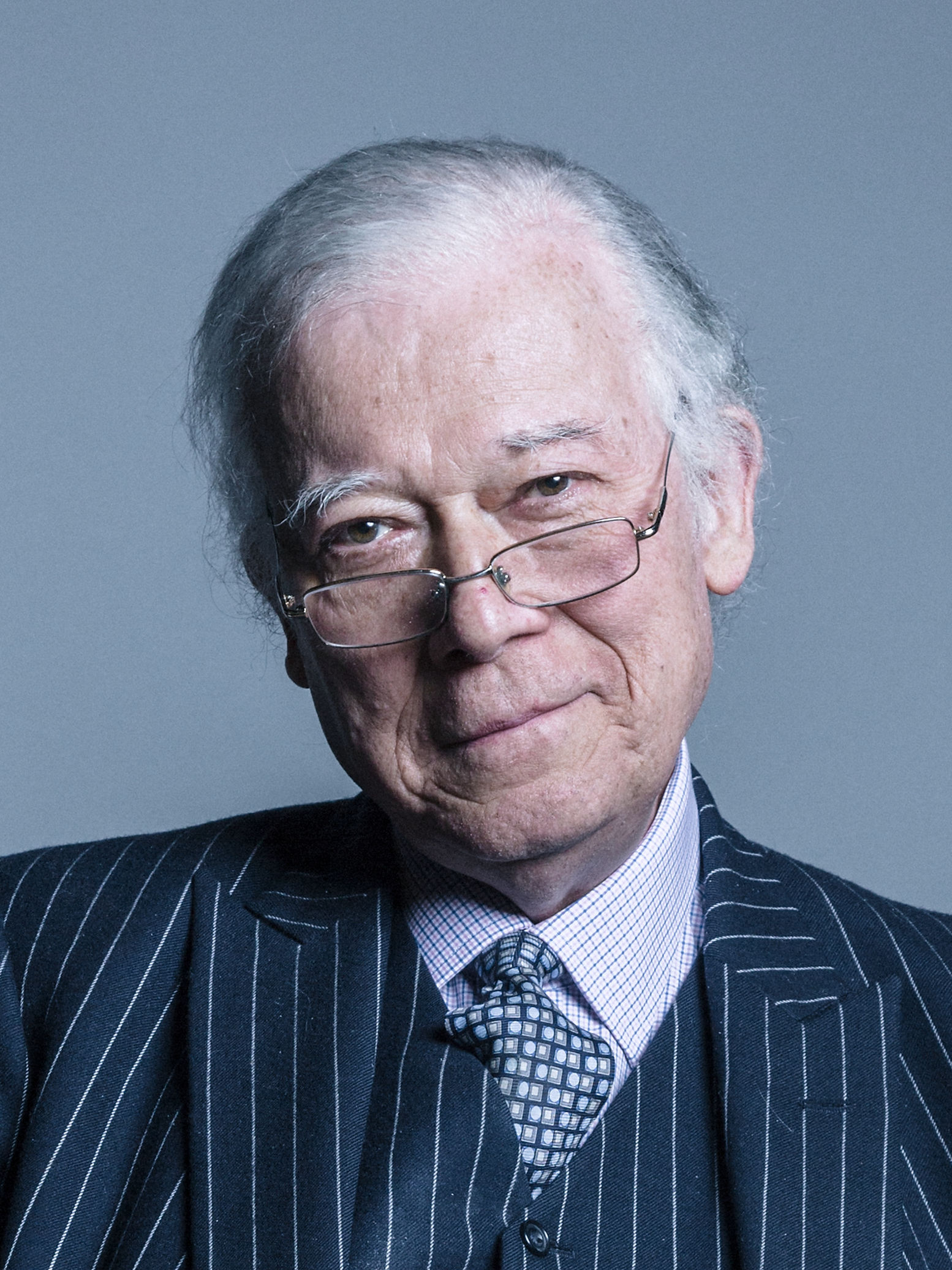
Dale Campbell-Savours, Baron Campbell-Savours

Dale Norman Campbell-Savours, Baron Campbell-Savours (* 23. August 1943) ist ein britischer Politiker (Labour Party). Von 1979 bis 2001 war er Abgeordneter des House of Commons, derzeit ist er als Life Peer Mitglied des House of Lords.

## Leben und Karriere
Campbell-Savours besuchte die Keswick School und die Sorbonne in Paris und wurde Geschäftsführer eines Unternehmens, das Uhren und Metallkomponenten herstellt. Seit 1970 ist er Mitglied der Gewerkschaft UNISON. Von 1972 bis 1974 war er Councillor beim Ramsbottom Urban District Council. Er trat als Kandidat bei den Unterhauswahlen im Februar und Oktober 1974 im Wahlkreis Darwen und im Wahlkreis Workington bei einer Nachwahl 1976 an. Campbell-Savours ist Schirmherr der Cumbria Deaf Association an der Rural Academy Cumbria und ist Präsident von Allerdale Mind und der Cumberland County League. Zu seinen Hobbys zählt er Musik und Forellenangeln.

## Mitgliedschaft im House of Commons
Bei der Unterhauswahl 1979 für den Wahlkreis Workington wurde Campbell-Savours ins Unterhaus gewählt und hielt diesen Sitz bis 2001. Im Unterhaus war er von 1980 bis 1991 Mitglied des Public Accounts Committee, von 1983 bis 1991 im Procedure Committee und im Member's Interests Select Committee von 1983 bis 1992, sowie von 1994 bis 1996 im Agrarausschuss. Außerdem war er Mitglied des Standards and Privileges Committee von 1996 bis 2001 und von 1997 bis 2001 im Intelligence and Security Committee.  
Seine Antrittsrede hielt er am 13. Juli 1979 zur Abortion (Amendment) Bill. In den 1980er-Jahren meldete er sich unter anderem zu den Themen Stahlimporte, Schulmahlzeiten, der Schließung von Fabriken und zu Nelson Mandela zu Wort. Campbell-Savours sprach in den 1990er-Jahren zur Familienpolitik, zu Exporten, zur kommunalen Verwaltung und zu Führerscheinen.
Von 1991 bis 1992 war Campbell-Savours Oppositionssprecher für internationale Entwicklung und von 1992 bis 1994 Oppositionssprecher für Ernährung, Landwirtschaft und ländliche Angelegenheiten.

## Mitgliedschaft im House of Lords
Am 4. Juli 2001 wurde er zum Life Peer als Baron Campbell-Savours, of Allerdale in the County of Cumbria, ernannt. Die offizielle Einführung ins House of Lords erfolgte am 19. Juli 2001 mit der Unterstützung von Denis Carter, Baron Carter, und Norman Hogg, Baron Hogg of Cumbernauld. Seine Antrittsrede hielt er am 4. Oktober 2001. 
Seine politischen Interessen sind Sozialarbeit, Bildung und Gesundheitsreform, sowie Wirtschaftsdemokratie.
Er sprach in den 2000er Jahren zur Parlamentarischen Versammlung der NATO, der Tokio-Konferenz über Afghanistan, Simbabwe und der Reform des Oberhauses. Seit 2010 meldete er sich zu Steuern, der Parliamentary Voting System and Constituencies Bill und Terrorismus zu Wort. Campbell-Savours setzt sich für eine Reform der gesetzlichen Bestimmungen beim Tatbestand der Vergewaltigung ein, um Unschuldige besser davor zu schützen, falschen Verdächtigungen ausgesetzt zu sein. Er nutzte auch seine parlamentarische Immunität, die Identität einer Person zu enthüllen, die reihenweise falsche Vergewaltigungsanschuldigungen ausgesprochen hatte. Diese Person war zuvor anonym geblieben, obwohl ihre Anschuldigungen eine dreijährige Haftstrafe eines Unschuldigen zur Folge hatte. Campbell-Savoures erhielt für seine Initiative großes Lob.

## Familie
Campbell-Savours ist seit 1970 mit Gudrun Kristin Runolfsdottir verheiratet. Sie hatten drei Söhne, von denen einer, Dylan, aufgrund des Hodgkin-Lymphoms starb. Eine Tochter Dylans wurde 18 Monate nach dem Tod ihres Vaters geboren.

## Veröffentlichungen
- The case for the Supplementary Vote, Verlag unbekannt, 1990, ISBN unbekannt
- The case for the University of the Lakes, Verlag unbekannt, 1995, ISBN unbekannt